# Баня (Бургасская область)
Баня (болг. Баня) — село в Болгарии. Находится в Бургасской области, входит в общину Несебыр. Население составляет 181 человек (2022).

## Политическая ситуация
В местном кметстве Баня, в состав которого входит Баня, должность кмета (старосты) исполняет Янка Георгиева Чакырова (Болгарская социалистическая партия (БСП)) по результатам выборов.
Кмет (мэр) общины Несебыр — Николай Кирилов Димитров (независимый) по результатам выборов.